# Episodi di Abbott Elementary (terza stagione)

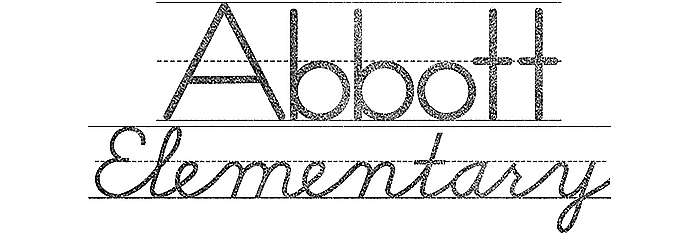
Logo della serie televisiva

La terza stagione della serie televisiva Abbott Elementary, composta da 14 episodi, è stata trasmessa in prima visione negli Stati Uniti d'America dal canale ABC dal 7 febbraio al 22 maggio 2024.
In Italia, i primi sette episodi sono stati distribuiti come "Star Original" su Disney+ il 12 giugno 2024, mentre i restanti sette episodi sono stati resi disponibili il 14 agosto 2024.
| n° | Titolo originale           | Titolo italiano                        | Prima TV USA     | Pubblicazione Italia |
| -- | -------------------------- | -------------------------------------- | ---------------- | -------------------- |
| 1  | Career Day, Part 1         | Giornata di orientamento - Parte 1 e 2 | 7 febbraio 2024  | 12 giugno 2024       |
| 2  | Career Day, Part 2         | Giornata di orientamento - Parte 1 e 2 | 7 febbraio 2024  | 12 giugno 2024       |
| 3  | Gregory's Garden Goofballs | I Giardinieri Fannulloni di Gregory    | 14 febbraio 2024 | 12 giugno 2024       |
| 4  | Smoking                    | Il fumo                                | 21 febbraio 2024 | 12 giugno 2024       |
| 5  | Breakup                    | Rottura                                | 28 febbraio 2024 | 12 giugno 2024       |
| 6  | Willard R. Abbott          | Willard R. Abbott                      | 10 marzo 2024    | 12 giugno 2024       |
| 7  | Librarian                  | Il bibliotecario                       | 13 marzo 2024    | 12 giugno 2024       |
| 8  | Panel                      | Tavola rotonda                         | 20 marzo 2024    | 14 agosto 2024       |
| 9  | Alex                       | Alex                                   | 10 aprile 2024   | 14 agosto 2024       |
| 10 | 2 Ava 2 Fest               | 2 Ava 2 Fest                           | 17 aprile 2024   | 14 agosto 2024       |
| 11 | Double Date                | Uscita a quattro                       | 1º maggio 2024   | 14 agosto 2024       |
| 12 | Mother's Day               | La Festa della mamma                   | 8 maggio 2024    | 14 agosto 2024       |
| 13 | Smith Playground           | Il parco giochi Smith                  | 15 maggio 2024   | 14 agosto 2024       |
| 14 | Party                      | Festa                                  | 22 maggio 2024   | 14 agosto 2024       |

## Giornata di orientamento - Parte 1 e 2
- Titolo originale: Career Day, Part 1 e Career Day, Part 2
- Diretto da: Randall Einhorn
- Scritto da: Quinta Brunson

### Trama
- Special guest star: Josh Segarra (Manny), Jalen Hurts (se stesso), Brandon Graham (se stesso), Jason Kelce (se stesso).
- Guest star: Kimia Behpoornia (Emily), Benjamin Norris (Simon), Bruno Amato (Gary).
- Ascolti USA: telespettatori 2 807 000 – rating 18-49 anni[4]

## I Giardinieri Fannulloni di Gregory
- Titolo originale: Gregory's Garden Goofballs
- Diretto da: Justin Tan
- Scritto da: Brian Rubenstein

### Trama
- Special guest star: Josh Segarra (Manny).
- Guest star: Kimia Behpoornia (Emily), Benjamin Norris (Simon), Zack Fox (Tariq), JeCobi Swain (Javon), Christopher Daniel (Jojo).
- Ascolti USA: telespettatori 2 706 000 – rating 18-49 anni[5]

## Il fumo
- Titolo originale: Smoking
- Diretto da: Randall Einhorn
- Scritto da: Jordan Temple

### Trama
- Special guest star: Mike O'Malley (capitan Robinson).
- Guest star: Sabrina Brier (Jessca), Casey Frey (Slim), Aparna Nancherla (Caroline).
- Ascolti USA: telespettatori 2 344 000 – rating 18-49 anni[6]

## Rottura
- Titolo originale: Breakup
- Diretto da: Jennifer Celotta
- Scritto da: Brittani Nichols

### Trama
- Guest star: Sabrina Wu (Mx. Geoffrey), Kimia Behpoornia (Emily), Larry Owens (Zach), Carlease Burke (sorella Sipp).
- Ascolti USA: telespettatori 2 332 000 – rating 18-49 anni[7]

## Willard R. Abbott
- Titolo originale: Willard R. Abbott
- Diretto da: Matt Sohn
- Scritto da: Ava Coleman

### Trama
- Guest star: Bradley Cooper (se stesso), June Diane Raphael (Elizabeth Washington), Jennifer Elise Cox (Joan), David Clayton Rogers (Willy R. Abbott V).
- Ascolti USA: telespettatori 6 901 000 – rating 18-49 anni[8]

## Il bibliotecario
- Titolo originale: Librarian
- Diretto da: Karan Soni
- Scritto da: Morgan Murphy

### Trama
- Special guest star: Josh Segarra (Manny).
- Guest star: Cree Summer (Ms. Inez).
- Ascolti USA: telespettatori 1 559 000 – rating 18-49 anni[9]

## Tavola rotonda
- Titolo originale: Panel
- Diretto da: Claire Scanlon
- Scritto da: Kate Peterman

### Trama
- Guest star:
- Ascolti USA: telespettatori 2 289 000 – rating 18-49 anni[10]

## Alex
- Titolo originale: Alex
- Diretto da: Randall Einhorn
- Scritto da: Justin Tan

### Trama
- Guest star:
- Ascolti USA: telespettatori 2 269 000 – rating 18-49 anni[11]

## 2 Ava 2 Fest
- Titolo originale: 2 Ava 2 Fest
- Diretto da: Ken Whittingham
- Scritto da: Joya McCrory

### Trama
- Guest star:
- Ascolti USA: telespettatori 2 235 000 – rating 18-49 anni[12]

## Uscita a quattro
- Titolo originale: Double Date
- Diretto da: Razan Ghalayini
- Scritto da: Garrett Werner

### Trama
- Guest star:
- Ascolti USA: telespettatori 2 488 000 – rating 18-49 anni[13]

## La Festa della mamma
- Titolo originale: Mother's Day
- Diretto da: Richie Edelson
- Scritto da: Riley Dufurrena

### Trama
- Guest star:
- Ascolti USA: telespettatori 2 665 000 – rating 18-49 anni[14]

## Il parco giochi Smith
- Titolo originale: Smith Playground
- Diretto da: Jaime Eliezer Karas
- Scritto da: Brian Rubenstein

### Trama
- Guest star:
- Ascolti USA: telespettatori 2 327 000 – rating 18-49 anni[15]

## Festa
- Titolo originale: Party
- Diretto da: Randall Einhorn
- Scritto da: Chad Morton e Rebekka Pesqueira

### Trama
- Guest star:
- Ascolti USA: telespettatori 2 616 000 – rating 18-49 anni[16]